# Зверобой большой
Зверобо́й большо́й, или Зверобо́й гладкий (лат. Hypericum ascyron) — многолетнее травянистое растение, вид рода Зверобой (Hypericum) семейства Зверобойных (Hypericaceae).

## Ботаническое описание
Стебель прямой, четырёхгранный, голый, гладкий, иногда бывает ветвистым в верхней части. Высота стебля 50—120 см.
Листья продолговато-яйцевидной или продолговатой формы, островатые, супротивные, стеблеобъемлющие. Длина листьев 4—6 (до 10) см, ширина 0,5—4 см. Нижняя часть листа сизого цвета, края цельные.
Цветки довольно крупные, в диаметре достигают 4,5—8 см, одиночные либо сгруппированные на конце стебля по 3—5 цветков. Чашечка глубоко раздельная. Чашелистники яйцевидной или округло-яйцевидной формы, немного тупые, гладкие, длиной 1—1,5 см и шириной 0,6—1 см. Иногда чашелистники могут быть удлинёнными и достигать 3—4 см в длину. Лепестки обратнояйцевидной или продолговато-обратнояйцевидной формы, тупые; окраска колеблется от ярко-жёлтого до золотистого цвета; длина 3—4 см, ширина 1,5—2 см. Тычинки очень многочисленные, срастаются в 5 пучков. Завязь пятигнёздная, имеет коричневый цвет и яйцевидную форму; длина 5—7 мм. Столбиков 5, срастаются наполовину или на 2/3 в основании. Коробочка продолговато-яйцевидной формы, длиной 1,7—2 см, шириной 0,8—1 см, коричневого цвета. Семена продолговатой формы, длиной 1,5 мм, мелко ячеистые, коричневого цвета. Плод — коробочка, продолговато-яйцевидной формы, длина около 2 см. Цветение длится с июня по сентябрь. Плодоношение происходит в сентябре.
Число хромосом 2n = 16, 18, 20, 22 (в большинстве случаев 18).
Вид описан из Сибири.

## Экология и распространение

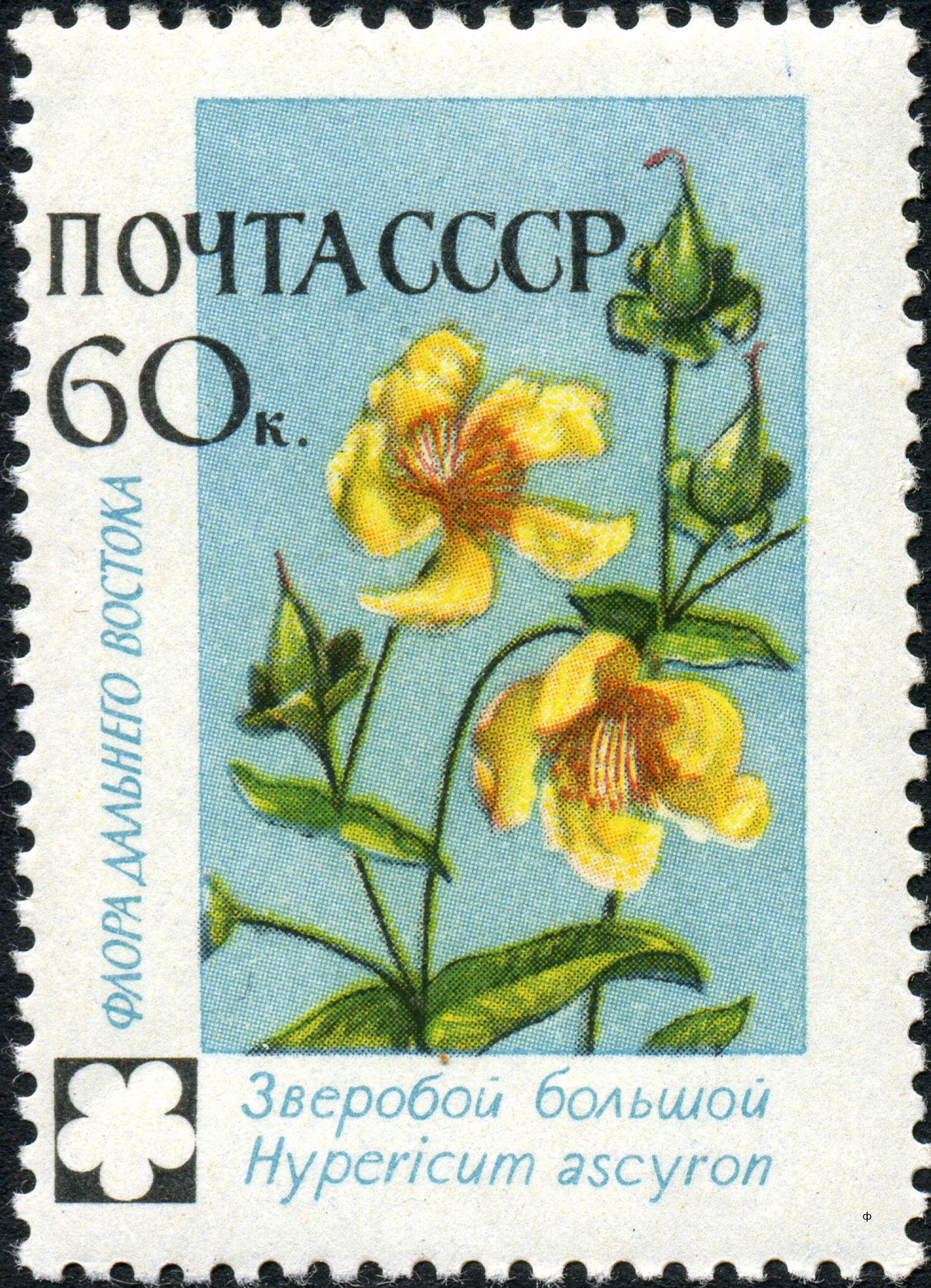
На советской марке 1960 года выпуска

Зверобой большой произрастает в лесах с берёзовой или сосново-берёзовой растительностью, в кустарниках или по берегам водоёмов, во влажных или сухих лугах и на каменистых склонах. Высота распространения — 2 800—3 600 м. Распространён в Азии — азиатская часть России, Казахстан, Монголия, Китай, Япония и Вьетнам; Северной Америке — Канада и США (штаты Индиана, Массачусетс, Мичиган, Нью-Йорк, Пенсильвания, Вермонт, Иллинойс, Висконсин, Миннесота, Мэриленд).

## Значение и применение
Второстепенный медонос и пыльценос. Пчёлами посещается лишь в отсутствии рядом хороших медоносов. Нектаропродуктивность 100 цветков в условиях юга Дальнего Востока составляет 31,0 мг сахара.

## Классификация
Вид Зверобой большой входит в рода Зверобой (Hypericum) семейство Зверобойные (Hypericaceae). Состоит из 3 подвидов.
|  |                  |  |                     |                          |                          |  | ещё 45 порядков покрытосеменных (согласно Системе APG II) | ещё 45 порядков покрытосеменных (согласно Системе APG II) |                                           |  |  |  | ещё 9 родов        | ещё 9 родов          |           |  |  |  |  |
|  |                  |  |                     |                          |                          |  | ещё 45 порядков покрытосеменных (согласно Системе APG II) | ещё 45 порядков покрытосеменных (согласно Системе APG II) |                                           |  |  |  | ещё 9 родов        | ещё 9 родов          | 3 подвида |  |  |  |  |
|  |                  |  |                     | отдел Цветковые растения |                          |  |                                                           |                                                           | семейство Зверобойные                     |  |  |  |                    | вид Зверобой большой |           |  |  |  |  |
|  |                  |  |                     | отдел Цветковые растения |                          |  |                                                           |                                                           | семейство Зверобойные                     |  |  |  |                    | вид Зверобой большой |           |  |  |  |  |
|  | царство Растения |  |                     |                          | порядок Мальпигиецветные |  |                                                           |                                                           | род Зверобой                              |  |  |  |                    |                      |           |  |  |  |  |
|  | царство Растения |  |                     |                          |                          |  |                                                           |                                                           |                                           |  |  |  |                    |                      |           |  |  |  |  |
|  |                  |  | ещё около 21 отдела | ещё около 21 отдела      |                          |  |                                                           | ещё 36 семейств (согласно Системе APG II)                 | ещё 36 семейств (согласно Системе APG II) |  |  |  | ещё около 60 видов | ещё около 60 видов   |           |  |  |  |  |
|  |                  |  |                     | ещё около 21 отдела      |                          |  |                                                           |                                                           | ещё 36 семейств (согласно Системе APG II) |  |  |  |                    | ещё около 60 видов   |           |  |  |  |  |